# Tetrisaari (ö i Södra Savolax, Nyslott, lat 61,82, long 28,39)
Tetrisaari är en ö i Finland. Den ligger i sjön Iijärvi och i kommunen Sulkava i den ekonomiska regionen  Nyslotts ekonomiska region  och landskapet Södra Savolax, i den södra delen av landet, 260 km nordost om huvudstaden Helsingfors. Öns area är 3,8 hektar och dess största längd är 350 meter i öst-västlig riktning.